# Coussergues
Coussergues est une ancienne commune française située dans le département de l'Aveyron, en région Occitanie, devenue, le 1er janvier 2016, une commune déléguée de la commune nouvelle de Palmas-d'Aveyron.

### Localisation

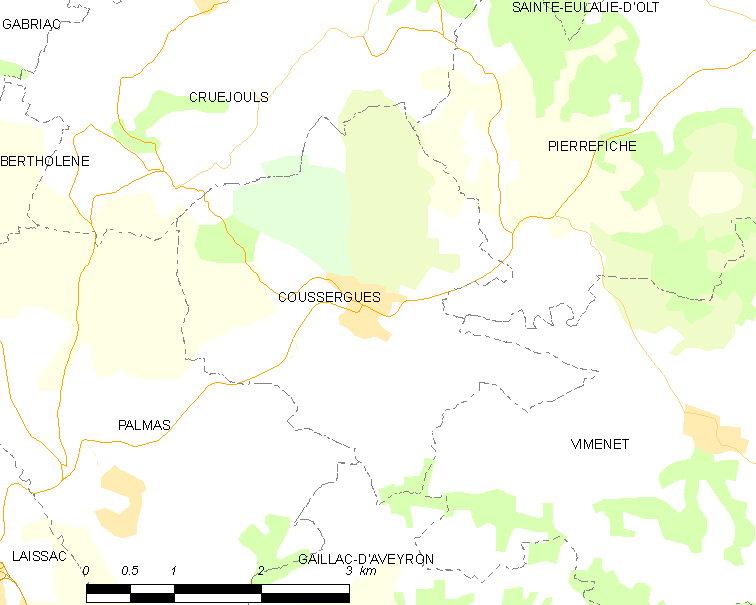

### Site

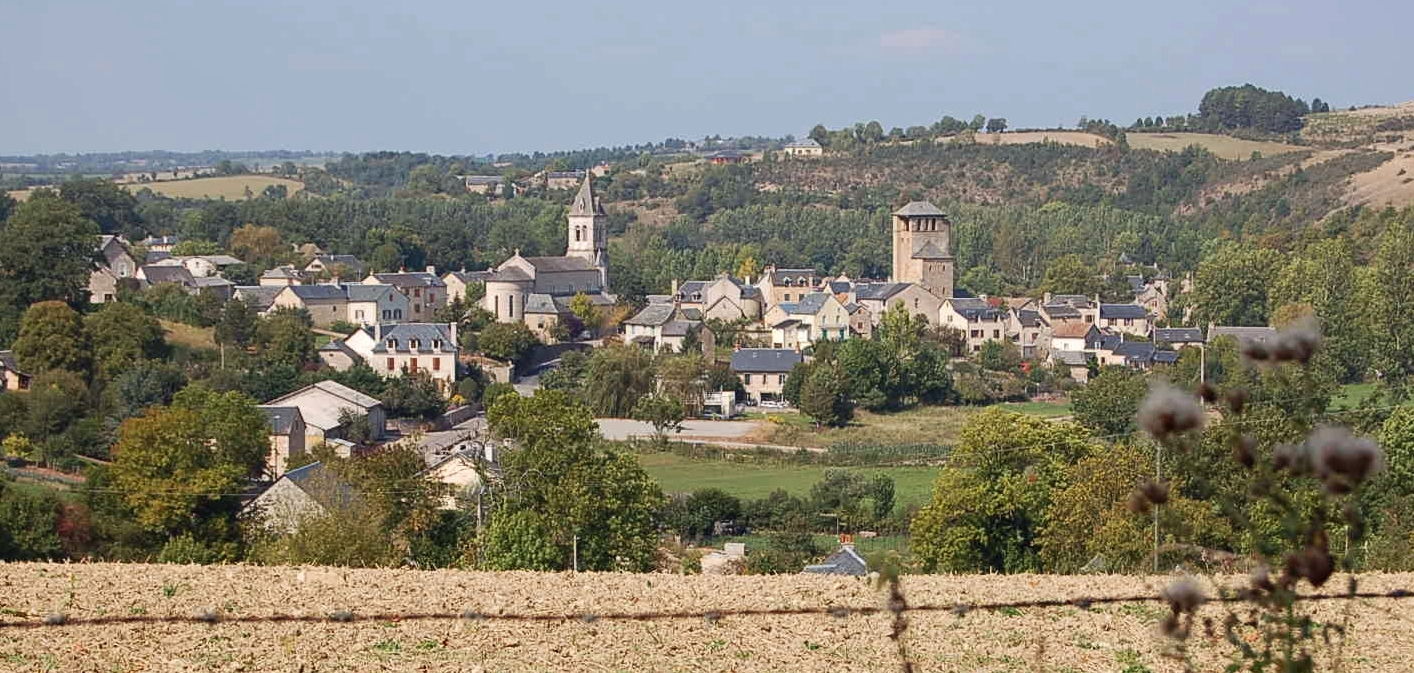
Coussergues, une ancienne commune française située dans le département de l’Aveyron, en région Occitanie.

## Histoire
Un titre des ides de mars 1215 prouve qu'Irdoine, dame de Sévérac, principalement, et Déodat de Caylus, son mari, secondairement, vendent à Pierre, évêque de Rodez, le château ou villa de Corrozarguas (Coussergues) pour la somme de huit mille quatre cent cinquante sous de la monnaie de Rodez, comptée d'avance, à ce qu'il paraît, et déclarent avoir acheté de cette somme à Dozon de la Roque (de Roca)  l'héritage de Déodat II de Sévérac et de Hugues, son frère, advenu audit Dozon.

## Politique et administration
| Période                                  | Période  | Identité       | Étiquette | Qualité  |
| ---------------------------------------- | -------- | -------------- | --------- | -------- |
| janvier 2016                             | En cours | Gérard Lemaire | SE        | Retraité |
| Les données manquantes sont à compléter. |          |                |           |          |

| Période                                  | Période       | Identité       | Étiquette | Qualité                |
| ---------------------------------------- | ------------- | -------------- | --------- | ---------------------- |
| mars 2001                                | 2014          | Jean Fabre     | SE        | Ancien joueur de rugby |
| mars 2014                                | décembre 2015 | Gérard Lemaire | SE        | Retraité               |
| Les données manquantes sont à compléter. |               |                |           |                        |

## Démographie
L'évolution du nombre d'habitants est connue à travers les recensements de la population effectués dans la commune depuis 1793. À partir du 1er janvier 2009, les populations légales des communes sont publiées annuellement dans le cadre d'un recensement qui repose désormais sur une collecte d'information annuelle, concernant successivement tous les territoires communaux au cours d'une période de cinq ans. 
Pour les communes de moins de 10 000 habitants, une enquête de recensement portant sur toute la population est réalisée tous les cinq ans, les populations légales des années intermédiaires étant quant à elles estimées par interpolation ou extrapolation. Pour la commune, le premier recensement exhaustif entrant dans le cadre du nouveau dispositif a été réalisé en 2006,.
En 2013, la commune comptait 283 habitants, en évolution de +23,58 % par rapport à 2008 (Aveyron : +0,58 %, France hors Mayotte : +2,49 %).
| 1793 | 1800 | 1806  | 1821  | 1831  | 1841 | 1846 | 1851 | 1856 |
| ---- | ---- | ----- | ----- | ----- | ---- | ---- | ---- | ---- |
| 547  | 624  | 1 566 | 1 575 | 1 589 | 534  | 528  | 523  | 501  |

| 1861 | 1866 | 1872 | 1876 | 1881 | 1886 | 1891 | 1896 | 1901 |
| ---- | ---- | ---- | ---- | ---- | ---- | ---- | ---- | ---- |
| 508  | 515  | 502  | 550  | 508  | 485  | 485  | 436  | 394  |

| 1906 | 1911 | 1921 | 1926 | 1931 | 1936 | 1946 | 1954 | 1962 |
| ---- | ---- | ---- | ---- | ---- | ---- | ---- | ---- | ---- |
| 407  | 387  | 355  | 348  | 377  | 368  | 302  | 297  | 281  |

| 1968 | 1975 | 1982 | 1990 | 1999 | 2006 | 2011 | 2013 | - |
| ---- | ---- | ---- | ---- | ---- | ---- | ---- | ---- | - |
| 268  | 213  | 210  | 207  | 201  | 220  | 263  | 283  | - |

## Culture locale et patrimoine

### Personnalités liées à la commune
- Famille de Clausel de Coussergues
- Jean Fabre, maire de Coussergues (2001-2014), ancien joueur de rugby à XV français, ayant occupé le poste de troisième ligne aile au Stade toulousain durant les années 1960.

### Héraldique
| Blason de Coussergues | Blason  | Parti : au 1er d'azur au lion d'or et au chef du même chargé de trois étoiles d'azur, au 2e de gueules à la tour d'argent maçonnée de sable, le tout posé sur une champagne de gueules chargée d'un dolmen d'argent. |
| Blason de Coussergues | Détails | Le blason reprend les armes de la famille Clausel de Coussergues auxquelles une champagne avec un dolmen a été ajoutée. Le statut officiel du blason reste à déterminer.                                             |